# ایوانا ترامپ
ایوانا ترامپ (چکی: Ivana Trump؛ ۲۰ فوریهٔ ۱۹۴۹ – ۱۴ ژوئیهٔ ۲۰۲۲؛ نام هنگام تولد: زلنیچکووا) مانکن، تاجر و فعال حقوق بشر چکی-آمریکایی بود. وی از سال ۱۹۷۰ میلادی مشغول فعالیت بود. او همسر نخست دونالد ترامپ از سال ۱۹۷۷ تا ۱۹۹۲ و مادر سه فرزند بزرگ او، دونالد جونیور، ایوانکا، و اریک بود.

## آغاز زندگی
ایوانا زلنیچکووا در شهر زلین در منطقه موراویا در چکلسواکی سابق از پدری چک بنام میلوس زلانیک و مادری اتریشی بنام ماری فرانکوا زاده شد. از سنین کودکی پدرش او را به اسکی و مهارت در این ورزش تشویق نمود. در اوایل ۱۹۷۰ وی در دانشگاه کارلف در پراگ تحصیل کرد.
بر اساس گفته زلینکوا ایوانا به عنوان جایگزین در تیم اسکی چک در بازی‌های المپیک زمستانی ۱۹۷۲ برگزیده شد. مهارت او در اسکی سرعت و اسکی مارپیچ کوچک است. با این حال در ۱۹۸۹ پیتر پومیزنی مدیر عمومی کمیته المپیک چک گفت که: این ایوانا کیست که همه دربارهٔ او با ما تماس می‌گیرند؟ ما بارها جستجو کردیم، با بسیاری مشورت کردیم و چنین دختری در بایگانی ما وجود ندارد.

## زندگی شخصی
در سال ۱۹۷۱ زلینکوا با صاحب آژانس املاک اتریشی بنام آلفرد وینکمایر ازدواج کرد. به گفته ایوانا علت ازدواج با وینکمار گرفتن ملیت اتریشی و خروج از چکسلواکی کمونیستی بود. آنها در ۱۹۷۳ از هم جدا شدند. پس از جدایی از همسرش چکسلواکی را به مقصد کانادا ترک کرد تا با یک دوست دوران کودکی بنام جورج اسیرواتکا که در کانادا دارای مغازه وسایل اسکی بود بماند. برای دو سال او در کلاس‌های زبان شبانه در دانشگاه مک گیل شرکت می‌کرد تا از این طریق انگلیسی خود را بهبود بخشد. همزمان به عنوان مدل برای چند شرکت برتر کانادایی فعالیت می‌کرد. در این زمان زلینکوا، اسیرواتکا را ترک کرد تا بازی‌های المپیک تابستانی ۱۹۷۶ را در نیویورک تبلیغ کند.

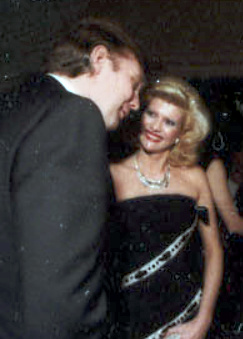
ایوانا و دونالد ترامپ در سال ۱۹۸۵.

در نیویورک زلینکوا با دونالد ترامپ دیدار کرد. ایوانا و دونالد ترامپ در مراسم مجللی در آوریل ۱۹۷۷ ازدواج کردند، ایوانا پس از ازدواج به جایگاه‌های بالایی در سازمان ترامپ رسید و به عنوان نایب رئیس طراحی داخلی منصوب شد. در اواخر سال ۱۹۹۰ شایعاتی دربارهٔ رابطهٔ دونالد ترامپ با مارلا میپلز از دختران شایسته سابق جورجیا پخش شد. در پی این شایعات ایوانا در ۱۹۹۱ وکیلی گرفت و درخواست طلاق داد.
ازدواج او با دونالد ترامپ باعث توجه رسانه‌های عامه پسند دهه ۱۹۸۰ نیویورک به آنها شد. به همین علت داستان طلاق آنها نیز برای مدت طولانی موضوع صحبت مردم و مجلات بود.
ایوانا پس از جدایی از دونالد ترامپ، کسب و کار خود در صنعت مد را تاسیس کرد.
در آوریل ۲۰۰۸ ایوانا در ۵۹ سالگی با روسانو روبیکاندی که در آن زمان ۳۶ ساله بود ازدواج کرد. دونالد ترامپ این ازدواج ۳ میلیون دلاری را با حضور ۴۰۰ میهمان در عمارت مار-ئه-لاگوی خود میزبانی کرد. ایوانکا ترامپ ساقدوش او بود. در ۱ دسامبر ۲۰۰۸ ایوانا تأیید کرد که تقاضای طلاق کرده‌است.